# 自旋
在量子力学中，自旋（英語：Spin）是粒子所具有的内稟性質，其運算規則類似於經典力學的角動量，並因此產生磁場。
基本粒子的自轉與相應角動量概念是于1925年由拉尔夫·克勒尼希、喬治·烏倫貝克與塞缪尔·古德斯米特三人所開創。他們在處理電子的磁場理論時，把電子想象为一個有質量（因帶電）的球體，透過自轉而產生一個方向的力（磁場），並把此概念命名為自旋。後來在量子力學中，透過理論以及實驗驗證發現基本粒子可視為是不可分割的點粒子，所以物體自轉無法直接套用到自旋角動量上來，因此僅能將自旋視為一種内禀性質，為粒子與生俱來帶有的一種角動量，並且其量值是量子化的，無法被改變（但自旋角動量的指向可以通過操作來改變）。所以，雖然有時會與经典力學中的自轉（例如行星公轉時同時進行的自轉）相類比，但實際上本質是迥異的。經典概念中的自轉，是物體對於其質心的旋轉程度，比如地球每日的自轉是順著一個通過地心的極軸所作的轉動。
自旋對原子尺度的系統格外重要，諸如單一原子、質子、電子，都帶有正半奇數（1/2、3/2等等）或含零正整數（0、1、2）的自旋；半整數自旋的粒子被稱為費米子（如電子），整數的則稱為玻色子（如光子）。複合粒子也帶有自旋，其由組成粒子（可能是基本粒子）之自旋透過加法所得；例如質子的自旋可以從夸克自旋得到。

## 概論
自旋角動量是系統的一個可觀測量，它在空間中的三個分量和軌道角動量一樣滿足相同的对易关系。每个粒子都具有特有的自旋。粒子自旋角动量遵从角动量的普遍规律，p=[J(J+1)]0.5h，此為自旋角动量量子数 ，J ＝ 0，1/2，1，3/2，......。自旋为半奇数的粒子称为费米子，服从費米-狄拉克統計；自旋为0或整数的粒子称为玻色子，服从玻色-爱因斯坦统计。复合粒子的自旋是其内部各组成部分之间相对轨道角动量和各组成部分自旋的矢量和，即按量子力学中角动量相加法则求和。已发现的粒子中，自旋为整数的，最大自旋为4；自旋为半奇数的，最大自旋为3/2。
自旋是微观粒子的一种性质，没有经典对应，是一种全新的内禀自由度。自旋为半奇数的物质粒子服从泡利不相容原理。

## 發展史
自旋的發現，首先出現在鹼金屬元素的發射光譜課題中。於1924年，泡利首先引入他稱為是「雙值量子自由度」（two-valued quantum degree of freedom），與最外殼層的電子有關。这使他可以形式化地表述泡利不相容原理，即没有两个电子可以在同一时间共享相同的量子态。
泡利的“自由度”的物理解释最初是未知的。拉尔夫·克勒尼希，朗德的一位助手，于1925年初提出它是由电子的自转产生的。当泡利听到这个想法时，他予以严厉的批驳，他指出为了产生足够的角动量，电子的假想表面必须以超过光速运动。这将违反相对论。很大程度上由于泡利的批评，克勒尼希决定不发表他的想法。
当年秋天，两个年轻的荷兰物理学家产生同样的想法，它们是乌伦贝克和塞缪尔·古德斯米特。在保羅·埃倫費斯特的建议下，他们以一个小篇幅发表了他们的结果。它得到了正面的反应，特别是在雷沃林·托马斯消除了实验结果与乌伦贝克和古德施密特的（以及克勒尼希未发表的）计算之间的两个矛盾的系数之后。这个矛盾是由于电子指向的切向结构必须纳入计算，附加到它的位置上；以数学语言来说，需要一个纤维丛描述。切向丛效应是相加性的和相对论性的（比如在c趋近于无限时它消失了）；在没有考虑切向空间朝向时其值只有一半，而且符号相反。因此这个复合效应与后来的相差一个系数2（參見：湯瑪斯進動）。
尽管他最初反对这个想法，泡利还是在1927年形式化自旋理论，运用埃爾文·薛丁格和沃納·海森堡发现的现代量子力学理论。他开拓性地使用泡利矩阵作为一个自旋算子的群表述，并且引入一个二元旋量波函数。
泡利的自旋理论是非相对论性的。然而，在1928年，保羅·狄拉克发表狄拉克方程式，描述相对论性的电子。在狄拉克方程中，一个四元旋量（所谓的“狄拉克旋量”）被用于电子波函数。在1940年，泡利证明“自旋统计定理”，它表述费米子具有半整数自旋，玻色子具有整数自旋。

## 自旋量子数

### 基本粒子的自旋
对于像光子、电子、各种夸克这样的基本粒子，理论和实验研究都已经发现它们所具有的自旋无法解释为它们所包含的更小单元围绕质心的自转（即使使用經典电子半径，电子“赤道”处的速度也需要超光速才能解释其自旋角动量）。由于这些不可再分的基本粒子可以认为是真正的点粒子，因此自旋与质量、电量一样，是基本粒子的内禀性质。
在量子力学中，任何体系的角动量都是量子化的，其值只能为：
{\displaystyle S=\hbar \,{\sqrt {s(s+1)}},}
其中{\displaystyle \hbar }是约化普朗克常数，而自旋量子数是整数或者半整数（0, 1/2, 1, 3/2, 2,……），自旋量子数可以取半整数的值，这是自旋量子数与轨道量子数的主要区别，后者的量子数取值只能为整数。自旋量子数的取值只依赖于粒子的种类，无法用现有的手段去改变其取值（不要与自旋的方向混淆，见下文）。
例如，所有电子具有{\displaystyle s=1/2}的自旋，自旋为1/2的基本粒子还包括正电子、中微子和夸克，光子是自旋为1的粒子，理论假设的引力子是自旋为2的粒子，希格斯玻色子在基本粒子中比较特殊，它的自旋为0。

### 亚原子粒子的自旋
对于像质子、中子及原子核这样的亚原子粒子，自旋通常是指总的角动量，即亚原子粒子的自旋角动量和轨道角动量的总和。亚原子粒子的自旋与其它角动量都遵循同样的量子化条件。
通常认为亚原子粒子与基本粒子一样具有确定的自旋，例如，质子是自旋为1/2的粒子，可以理解为这是该亚原子粒子能量量低的自旋态，该自旋态由亚原子粒子内部自旋角动量和轨道角动量的结构决定。
利用第一性原理推导出亚原子粒子的自旋是比较困难的，例如，尽管我们知道质子是自旋为1/2的粒子，但是原子核自旋结构的问题仍然是一个活跃的研究领域。

### 原子和分子的自旋
原子的自旋是原子核自旋与核外电子自旋的叠加。分子的自旋是分子中未成对电子自旋之和，未成对电子的自旋导致原子和分子具有顺磁性。

### 自旋与统计
粒子的自旋对于其在统计力学中的性质具有深刻的影响，具有半整数自旋的粒子遵循費米-狄拉克統計，称为费米子，它们必须占据反对称的量子态（参阅全同粒子），这种性质要求费米子不能占据相同的量子态，这被称为泡利不相容原理。另一方面，具有整数自旋的粒子遵循玻色-愛因斯坦統計，称为玻色子，这些粒子可以占据对称的量子态，因此可以占据相同的量子态。对此的证明称为自旋統計定理，依据的是量子力学以及狭义相对论。事实上，自旋与统计的联系是狭义相对论的一个重要结论。

## 自旋的方向

### 自旋投影量子数与自旋多重态
在经典力学中，一个粒子的角动量不仅有大小（取决于粒子转动的快慢），而且有方向（取决于粒子的旋转轴）。量子力学中的自旋同样有方向，但是是以一种更加微妙的形式出现的。
在量子力学中，对任意方向的角动量分量的测量只能取{\displaystyle S_{i}=\hbar s_{i}}，其中
{\displaystyle s_{i}\in \{-s,-(s-1),\dots ,s-1,s\},}
s是之前章节讨论过的自旋量子数。可以看出对于给定的s，{\displaystyle s_{z}}可以取“2s+1”个不同的值，此即为自旋多重态。例如：对于自旋为1/2的粒子，"sz"只能取两个不同的值，+1/2或-1/2。相应的量子态为粒子自旋分别指向+z或-z方向，一般我们把这两个量子态叫做"spin-up"和"spin-down"。
对于一个给定的量子态，可以给出一个自旋矢量{\displaystyle \langle S\rangle }，它的各个分量是自旋沿着各坐标轴分量的数学期望值，即{\displaystyle \langle S\rangle =[\langle s_{x}\rangle ,\langle s_{y}\rangle ,\langle s_{z}\rangle ]}.这个矢量描述自旋所指的“方向”，对应于经典物理下旋转轴的概念。这个矢量在实际做量子力学计算时并不十分有用，因为它不能被直接精準测量：根据不确定性原理，sx、sy和sz不能同时有确定值。但是对于被置于同一个量子态的大量粒子，例如使用施特恩－格拉赫仪器得到的粒子，自旋矢量确实有良好定义的实验意义。

## 自旋与磁矩

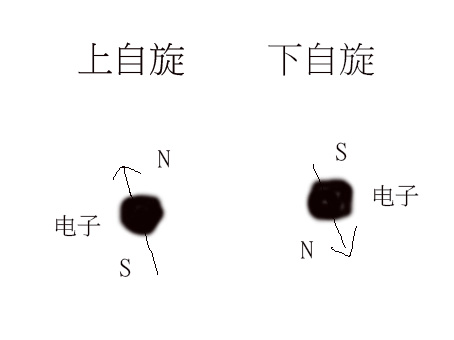
自旋状态

具有自旋的粒子具有磁偶极矩，就如同经典电动力学中转动的带电物体。磁矩可以通过多种实验手段观察，例如，在施特恩-格拉赫实验中受到不均匀磁场的偏转，或者测量粒子自身产生的磁场。
一个基本粒子，电量为q，质量为m，自旋为S，则其内禀磁矩{\displaystyle \mu }为
{\displaystyle \mu =g\,{\frac {q}{2m}}\,S}
其中无量纲量g称为g-因數（g-factor），当仅有轨道角动量时，g=1。
电子是带电荷的基本粒子，具有非零磁矩。量子电动力学理论成功以预测了电子的g-因數，其实验测量值为−2.002 319 304 3622（15），括号中的两位数字为测量的不确定度，来源于标准差，整数部分2来源于狄拉克方程（狄拉克方程是与将电子自旋与其电磁性质联系起来的基本方程），小数部分（0.002 319 304…）来源于电子与周围电磁场的相互作用，其中也包括电子自身的产生的电磁场。

## 量子力學中關於自旋的數學表示

### 自旋算符
与角動量算符类似，自旋满足对易关系：
{\displaystyle [S_{i},S_{j}]=i\hbar \epsilon _{ijk}S_{k}}
其中{\displaystyle \epsilon _{ijk}}为列维-奇维塔符号。{\displaystyle S^{2}}与{\displaystyle S_{z}}的本征值（用狄拉克符号表示）为：
{\displaystyle S^{2}|s,m\rangle =\hbar ^{2}s(s+1)|s,m\rangle }
{\displaystyle S_{z}|s,m\rangle =\hbar m|s,m\rangle .}
自旋产生及湮没算符作用于本征矢量上可以得到：
{\displaystyle S_{\pm }|s,m\rangle =\hbar {\sqrt {s(s+1)-m(m\pm 1)}}|s,m\pm 1\rangle ,}
其中{\displaystyle S_{\pm }=S_{x}\pm iS_{y}}。
然而与轨道角动量所不同的是，自旋的本征矢量不是球谐函数，它们不是{\displaystyle \theta }和{\displaystyle \phi }的函数，而且{\displaystyle s}与{\displaystyle m}不能取半整数值也只是一种约定，没有具体的含义。
除了其它性质以外，量子力学描述的所有粒子具有内禀自旋（尽管可能出现量子数{\displaystyle S=0}的情况）。自旋量子数的取值为约化普朗克常数{\displaystyle \hbar }的整数倍或半整数倍，因此波函数可以写为{\displaystyle \psi =\psi (\mathbf {r} ,\sigma )\,,}而不是{\displaystyle \psi =\psi (\mathbf {r} )}，其中{\displaystyle \sigma }可以取值的集合为：{\displaystyle \sigma \in \{-S\cdot \hbar ,-(S-1)\cdot \hbar ,...,+(S-1)\cdot \hbar ,+S\cdot \hbar \}}，由此可以区分玻色子（S=0, 1 , 2 , ...）和费米子（S=1/2 , 3/2 , 5/2 , ...）。自旋角动量与轨道角动量之和为总角动量，在相互作用过程中总角动量守恒。

### 自旋與包立不相容原理
包立不相容原理指出，对于可分辨的N粒子体系，交换其中任意两个粒子，则有：
：{\displaystyle \psi (\,...\,;\,\mathbf {r} _{i},\sigma _{i}\,;\,...\,;\mathbf {r} _{j},\sigma _{j}\,;\,...){\stackrel {!}{=}}(-1)^{2S}\cdot \psi (\,...\,;\,\mathbf {r} _{j},\sigma _{j}\,;\,...\,;\mathbf {r} _{i},\sigma _{i}\,;\,...)\,.}
因此，对于玻色子，前置因子{\displaystyle (-1)^{2S}}可简化为+1，而对于费米子为-1。在量子力学中，所有的粒子不是玻色子就是费米子，而在相对论量子场论中存在“超对称”粒子，它们是玻色子成分和费米子成分的线性组合。对于二维体系，前置因子{\displaystyle (-1)^{2S}}可以取为任何模为1的复数。
电子是自旋量子数S=1/2的费米子；光子是自旋量子数S=1的玻色子。这充分说明自旋这一特性无法完全用经典的内禀轨道角动量来解释，也就是不能认为自旋是像陀螺一样的自转运动，因为轨道角动量只能导致s取整数值。电子一般情况下可以不考虑相对论效应，光子必须采用相对论来处理，而用来描述这些粒子的麦克斯韦方程组，也是满足相对论关系的。
泡利不相容原理非常重要，例如，化学家和生物学家常用的元素周期表就是遵循泡利不相容原理制订的。

### 自旋与旋转
如上所述，量子力学指出角动量沿任意方向的分量只能取一系列离散值，量子力学中最普遍的描述粒子自旋的方法是，用一个归一完备的复数集来表示内禀角动量在给定坐标轴方向投影出现的概率。例如，对于自旋1/2的粒子，用{\displaystyle a_{\pm 1/2}}表示角动量投影出现的概率为{\displaystyle \hbar /2}和{\displaystyle -\hbar /2}，它们满足：
{\displaystyle |a_{1/2}|^{2}+|a_{-1/2}|^{2}\,=1.}
由于这些复数的取值依赖于坐标轴的选取，坐标轴转动变换可以是非平凡的，因此要求采用线性的变换法则，以便将所有的转动通过一个矩阵联系起来，这要求变换必须满足乘法运算，而且必须保持内积不变，因此变换矩阵应当满足：
{\displaystyle \sum _{m=-j}^{j}a_{m}^{*}b_{m}=\sum _{m=-j}^{j}(\sum _{n=-j}^{j}U_{nm}a_{n})^{*}(\sum _{k=-j}^{j}U_{km}b_{k})}
{\displaystyle \sum _{n=-j}^{j}\sum _{k=-j}^{j}U_{np}^{*}U_{kq}=\delta _{pq}.}
用数学语言表述，这些矩阵是SO(3)群的幺正表示，每一个这样的表示对应于SU(2)群的一个表示（SO(3)群是SU(2)群的子群），SU(2)群的每一个不可约表示对应一个维度。例如，自旋1/2的粒子在二维表示下作转动变换，可以用泡利矩阵表示为：
{\displaystyle {\begin{pmatrix}a_{1/2}'\\a_{-1/2}'\end{pmatrix}}=\exp {(i\sigma _{z}\gamma /2)}\exp {(i\sigma _{y}\beta /2)}\exp {(i\sigma _{x}\alpha /2)}{\begin{pmatrix}a_{1/2}\\a_{-1/2}\end{pmatrix}}}
其中{\displaystyle \alpha ,\beta ,\gamma }为欧拉角。
同样地，可以用高维群表示描述粒子的高阶自旋变换，参见泡利矩阵相关章节。

### 自旋与洛伦兹变换
我们可以在洛伦兹变换下研究自旋的行为，但与SO(3)群不同，洛伦兹群SO(3,1)是非紧致的，不存在有限维幺正表示。
对于自旋1/2的粒子，有可能构造出保持内积不变的有限维表示。将每个粒子用一个四元狄拉克自旋量{\displaystyle \psi }来表示，这些旋量在洛伦兹变换下遵守如下规则：
{\displaystyle \psi '=\exp {\left({\frac {1}{8}}\omega _{\mu \nu }[\gamma _{\mu },\gamma _{\nu }]\right)}\psi }
其中{\displaystyle \gamma _{\mu }}为伽马矩阵，{\displaystyle \omega _{\mu \nu }}是一个反对称的{\displaystyle 4\times 4}矩阵，它将洛伦兹变换参数化。我们可以看到内积表示
{\displaystyle \langle \psi |\phi \rangle ={\bar {\psi }}\phi =\psi ^{\dagger }\gamma _{0}\phi }
保持不变。由于表示矩阵是非正定的，因此不是幺正表示。

### 泡利矩阵和自旋算符
量子力学中表示自旋这个可观测量的算符为：
{\displaystyle S_{x}={\hbar  \over 2}\sigma _{x}}
{\displaystyle S_{y}={\hbar  \over 2}\sigma _{y}}
{\displaystyle S_{z}={\hbar  \over 2}\sigma _{z}}
对于自旋为-1/2的情形，{\displaystyle \sigma _{x}}, {\displaystyle \sigma _{y}}和{\displaystyle \sigma _{z}}为三个泡利矩阵，表示为
{\displaystyle \sigma _{x}={\begin{pmatrix}0&1\\1&0\end{pmatrix}}}
{\displaystyle \sigma _{y}={\begin{pmatrix}0&-i\\i&0\end{pmatrix}}}
{\displaystyle \sigma _{z}={\begin{pmatrix}1&0\\0&-1\end{pmatrix}}}

### 沿x, y和z轴的自旋测量
每个泡利矩阵的哈密顿量有两个本征值：+1和-1。相应的归一化本征矢量为：
{\displaystyle \psi _{x+}={\frac {1}{\sqrt {2}}}{\begin{pmatrix}{1}\\{1}\end{pmatrix}},\psi _{x-}={\frac {1}{\sqrt {2}}}{\begin{pmatrix}{1}\\{-1}\end{pmatrix}}},
{\displaystyle \psi _{y+}={\frac {1}{\sqrt {2}}}{\begin{pmatrix}{1}\\{i}\end{pmatrix}},\psi _{y-}={\frac {1}{\sqrt {2}}}{\begin{pmatrix}{1}\\{-i}\end{pmatrix}}},
{\displaystyle \psi _{z+}={\begin{pmatrix}1\\0\end{pmatrix}},\psi _{z-}={\begin{pmatrix}0\\1\end{pmatrix}}}.
根据量子力学基本假设，测量沿x，y或z轴的电子自旋的实验只能得到相应坐标轴上自旋算符（{\displaystyle S_{x}}, {\displaystyle S_{y}}, {\displaystyle S_{z}}）的本征值：{\displaystyle {\hbar  \over 2}}和{\displaystyle {-\hbar  \over 2}}
粒子的量子态可以用一个具有两个分量的自旋量来表示：
{\displaystyle \psi ={\begin{pmatrix}{a+bi}\\{c+di}\end{pmatrix}}}
当测量给定坐标轴方向（这里取为x轴）的自旋时，测量到自旋为{\displaystyle {\hbar  \over 2}}的概率恰好为{\displaystyle \mid \langle \psi \mid \psi _{x+}\rangle \mid ^{2}}。相应的测量到自旋为{\displaystyle {-\hbar  \over 2}}的概率恰好为{\displaystyle \mid \langle \psi \mid \psi _{x-}\rangle \mid ^{2}}。经过测量，粒子的自旋将坍缩到相应的本征态。结果导致，如果粒子在给定坐标轴方向的自旋已经被测量出确定的值，所有的测量将得到相同的本征值（因为{\displaystyle \mid \langle \psi _{x+}\mid \psi _{x+}\rangle \mid ^{2}=1}，依此类推），只要其它坐标轴方向的自旋还没有被测量。

### 沿任意方向的自旋测量
沿任意方向的自旋算符很容易从泡利矩阵导出，令{\displaystyle u=(u_{x},u_{y},u_{z})}为任意单位矢量，则沿该方向的自旋算符为{\displaystyle \sigma _{u}=\hbar (u_{x}\sigma _{x}+u_{y}\sigma _{y}+u_{z}\sigma _{z})/2}，算符{\displaystyle \sigma _{u}}具有本征值{\displaystyle \pm \hbar /2}。对于高自旋态，沿任意方向的自旋算符可以通过它与x,y,z轴三个方向的矢量的内积来确定。
对于自旋-1/2的粒子，一个沿{\displaystyle (u_{x},u_{y},u_{z})}方向的正交的自旋子为（除了导致0/0的自旋态）：
{\displaystyle {\frac {1}{\sqrt {2+2u_{z}}}}{\begin{bmatrix}1+u_{z}\\u_{x}+iu_{y}\end{bmatrix}}.}
确定上述自旋子的一般方法：将矩阵{\displaystyle \sigma _{u}}对角化，求取与本征值相应的本征矢量，这样的本征矢量就可以作为自旋子。

### 自旋测量的相容性
由于泡利矩阵是不对易的，因此沿不同方向测量的自旋是不相容的，例如，在我们已知x轴方向的自旋的情况下，测量沿y轴方向的自旋，这样会将我们先前在x轴方向的测量结果否定。这可以从泡利矩阵的本征矢量（本征态）中看出来：
{\displaystyle \mid \langle \psi _{x+/-}\mid \psi _{y+/-}\rangle \mid ^{2}=\mid \langle \psi _{x+/-}\mid \psi _{z+/-}\rangle \mid ^{2}=\mid \langle \psi _{y+/-}\mid \psi _{z+/-}\rangle \mid ^{2}={\frac {1}{2}}}
因此，假如我们测量到沿x轴方向的自旋是{\displaystyle {\hbar  \over 2}}，这个粒子的自旋将坍缩为本征态{\displaystyle \mid \psi _{x+}\rangle }；当我们接着测量y轴方向的自旋时，自旋本征态将坍缩到{\displaystyle \mid \psi _{y+}\rangle }或者{\displaystyle \mid \psi _{y-}\rangle }，坍缩到这两个本征态的概率都是{\displaystyle {\frac {1}{2}}}，可以认为这是测量到了{\displaystyle {-\hbar  \over 2}}。当我们再次测量沿x轴的自旋，测量到{\displaystyle {\hbar  \over 2}}或者{\displaystyle {-\hbar  \over 2}}的概率各为{\displaystyle {\frac {1}{2}}}（{\displaystyle \mid \langle \psi _{x+}\mid \psi _{y-}\rangle \mid ^{2}}和{\displaystyle \mid \langle \psi _{x-}\mid \psi _{y-}\rangle \mid ^{2}}），这说明我们最初沿x轴方向的测量不再正确，因为此时沿x轴方向测量的自旋得到两种本征值的概率是相等的。

## 应用
自旋的直接的应用包括：核磁共振谱、电子顺磁共振谱、质子密度的磁共振成像，以及巨磁电阻硬盘磁头。自旋可能的应用有自旋场效应晶体管等。以电子自旋为研究对象，发展创新磁性材料和器件的学科分支称为自旋电子学。
- 旋磁共振
- 核磁共振
- 电子顺磁共振

## 外部連結
- 聖地牙哥加州大學物理系視聽教學：自旋。